# U 456
U 456 war ein deutsches U-Boot vom Typ VII C, ein sogenanntes „Atlantikboot“. Es wurde von der Kriegsmarine im U-Boot-Krieg des Zweiten Weltkriegs hauptsächlich im Nordmeer gegen die dort fahrenden Nordmeergeleitzüge eingesetzt.

## Technische Daten

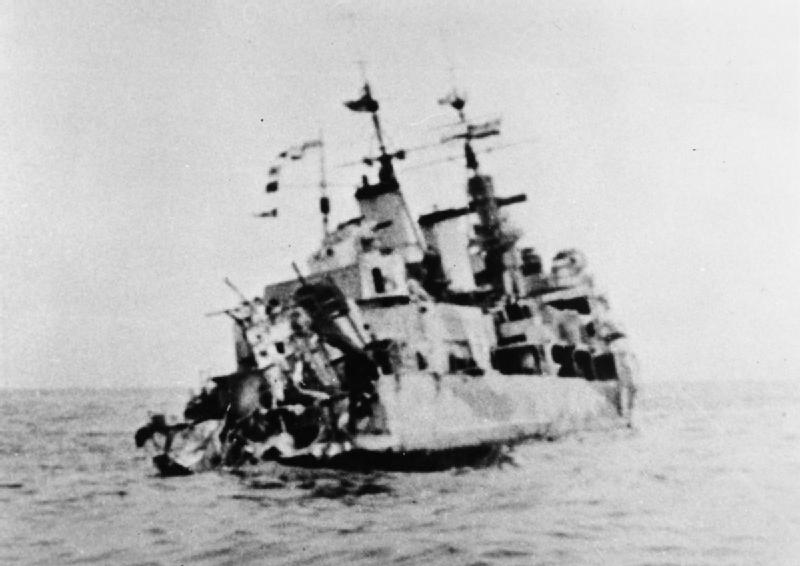
Die am Heck stark beschädigte HMS Edinburgh

Die Deutschen Werke Kiel waren die erste Werft, die nach dem Ersten Weltkrieg wieder U-Boote für die Reichsmarine baute. Basierend auf ersten Gesprächen im Jahr 1932 wurde zwei Jahre später ein Vertrag über den Bau kleiner U-Boote geschlossen, die ab 1935 in getarnten Montagehallen unter Geheimhaltung gefertigt wurden. Ansonsten waren die Kapazitäten der Werft aber mit dem Bau von Großkampfschiffen ausgelastet. Sofort nach Kriegsbeginn wurde die Werft schließlich wieder in das U-Bootbauprogramm der Kriegsmarine miteinbezogen und war für den jährlichen Ausstoß von zwölf Booten des Typs VII C vorgesehen. Ein Boot dieses Typs, der wegen seiner Verwendbarkeit auch „Atlantikboot“ genannt wurde, war 67,1 m lang und 6,2 m breit. Die Höchstgeschwindigkeit bei dieselgetriebener Überwasserfahrt betrug 17 kn. Zwei Elektromotoren mit je 375 PS Leistung ermöglichten unter Wasser eine Fahrt von 7,6 kn. Am Turm trug U 456 als Bootswappen einen Spielwürfel mit obenliegender 6, der von einem Hufeisen gerahmt war.

## Einsatz und Geschichte
U 456 patrouillierte hauptsächlich im Nordmeer und operierte dort gegen die Konvois der Alliierten, die zur Versorgung der Sowjetunion entlang der Eisgrenze zu den Häfen Murmansk und Archangelsk liefen.
Die Edinburgh gehörte zur Sicherung des Geleitzugs QP 11 der mit hauptsächlich in Ballast fahrenden Schiffen von Murmansk aus in Richtung Schottland unterwegs war. Der britische Kreuzer hatte sowjetisches Gold an Bord, das als Bezahlung für die mit vormaligen Geleitzügen gelieferten amerikanischen Waren und Kriegsgüter gedacht war. Es gelang Kommandant Teichert, den Kreuzer am 30. April 1942 mit einem Torpedo derart erheblich zu beschädigen, dass das britische Schiff nicht mehr zu eigenständigen Manövern in der Lage war und in Schlepp genommen werden musste. Beim Versuch der Alliierten, die Edinburgh zu bergen wurde der Kreuzer von deutschen Seestreitkräften erneut attackiert und musste schließlich aufgegeben werden. Die Edinburgh und ihre wertvolle Fracht wurde von dem britischen Zerstörer Foresight mit einem Torpedofangschuss versenkt.

## Versenkung

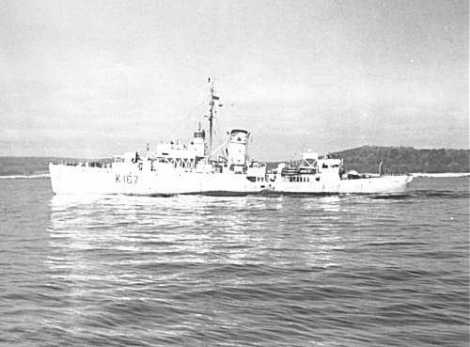
Die Drumheller versenkte U 456 nicht

U 456 befand sich nordwestlich von Cabo Ortegal in der Nähe des Geleitzugs HX 237, als es von einem Liberator-Bomber trotz schlechter Sicht entdeckt und angegriffen wurde. Das britische Flugzeug warf einen akustisch gesteuerten Fido-Torpedo ab, der das inzwischen abgetauchte Boot beschädigte, woraufhin sich Kommandant Teichert offensichtlich entschloss, U 456 auftauchen zu lassen; denn die Besatzung der Liberator beobachtete, dass das U-Boot an die Wasseroberfläche kam. Der Pilot unterrichtete einen Zerstörer aus der Bewachung von HX 237, der an der angegebenen Stelle allerdings kein U-Boot mehr vorfand. U 456 war das erste deutsche U-Boot, das von einem der neuartigen akustischen Torpedos versenkt wurde.
Lange Zeit wurde die Versenkung von U 456 einem kombinierten Angriff der britischen Fregatte Lagan und der kanadischen Korvette Drumheller zugeschrieben. Inzwischen gilt als gesichert, dass deren erfolgreiche Attacke zur annähernd selben Zeit einem anderen U-Boot galt. Tatsächlich versenkten sie U 753.